# Melinda Gates
Melinda French Gates (nascida Melinda Ann French; Dallas, 15 de agosto de 1964) é uma cientista da computação e filantropa norte-americana. É ex-funcionária da Microsoft, co-fundadora e também co-presidente da Fundação Bill e Melinda Gates. Em 2020, foi considerada a 5ª mulher mais poderosa do mundo, segundo a revista Forbes.
Em 1994, casou-se com Bill Gates e com ele teve três filhos. Em maio de 2021, após 27 anos juntos, o casal anunciou sua separação. É uma das 100 Mulheres da lista da BBC de 2021.

## Biografia
Melinda Ann French nasceu e cresceu em Dallas. Era filha de Raymond Joseph French Jr., um engenheiro, e Elaine Agnes Amerland, uma dona de casa. Melinda estudou no Colégio St. Monica e era sempre destaque na sua classe. Foi a oradora de sua turma na Ursuline Academy of Dallas em 1982. Em 1986, Melinda se tornou bacharel em ciência da computação e economia pela Universidade Duke e mais tarde concluiu seu mestrado em administração de empresas.
Melinda conheceu Bill Gates em 1987, em um evento cerimonial da Microsoft, em Nova Iorque, e se casou com ele em janeiro de 1994 na ilha de Lanai. 
Os dois tiveram três filhos: Jennifer, Rory e Phoebe Adele Gates.

### Hoje
Hoje, Melinda participa do Clube de Bilderberg e possui um assento na diretoria do Washington Post. A família Gates já doou mais de 24 bilhões de dólares para fundações de caridade. Melinda é católica romana.
Em 13 de maio de 2024, Melinda anunciou que irá renunciar ao cargo de copresidente da Fundação Bill e Melinda Gates no seu último dia, que seria o dia 7 de junho do mesmo ano.

## Reconhecimento
Em dezembro de 2005, ela e seu marido foram nomeados Pessoa do Ano pela revista Time. O casal Gates também já recebeu o Prémio Príncipe das Astúrias em maio de 2006 pelo seu trabalho de caridade.
Melinda ficou na 40ª posição das 100 mulheres mais poderosas do mundo pela revista Forbes em 2008, na 12ª posição em 2006 e em 3° lugar em 2015.
Em 12 de junho de 2009, Melinda e Bill Gates receberam títulos honoris causa da Universidade de Cambridge. Seu beneficiamento de 210 milhões de dólares em 2000 criou a Cambridge Trust Gates que financia estudantes na sua pós-graduação fora do Reino Unido.
É uma das 100 Mulheres da lista da BBC de 2021.